# 沖縄県道47号線
沖縄県道47号線（おきなわけんどう47ごうせん）は沖縄県那覇市東町と辻とを結ぶ一般県道。

## 概要

### 区間
- 起点・那覇市東町（泉崎交差点、国道58号・泉崎橋通り・西消防署通り）
- 終点・那覇市辻（波之上宮）
- 総延長・774m
- 実延長・761m

### 通過自治体
- 那覇市

### 交差する路線
- 国道58号（起点）
- 泉崎橋通り（那覇市道、起点）
- 西消防署通り（那覇市道、起点） 2006年12月下旬より泉崎交差点改良工事のため進入不可
- 沖縄県道43号線（那覇市久米西武門交差点）

### 主要施設
- かつて沖縄テレビと那覇防衛施設局（現在の沖縄防衛局）があったが、沖縄テレビは1983年（昭和58年）にパレット久茂地そばの久茂地川沿いに、那覇防衛施設局は2001年（平成13年）に泊港ターミナルビルのとまりんへそれぞれ移転した（後者は2007年（平成19年）に沖縄防衛局に改称後、2008年（平成20年）に嘉手納町へさらに移転している）。

### 愛称
- 久米大通り（起点 - 西武門交差点）
- 波之上通り（西武門交差点 - 終点）

### 路線バス
那覇バス市内線の1番・首里牧志線が久米大通りを通っている。

## 歴史
- 1958年（昭和33年）に琉球政府道47号線として指定。1972年（昭和47年）の本土復帰と同時に県道47号線となった。
- 起点の泉崎交差点は西消防署通り方面からも合流するのと、ロータリーになっているため、よく渋滞する。また終点に波之上宮があるため、正月には初詣客の交通路確保のためにこの道路を含む一帯が通行止めになる。なお2006年（平成18年）12月20日より泉崎交差点改良工事のため西消防署通り方面へ進入禁止となる。